# Église Notre-Dame-du-Bon-Conseil de Paris
Pour les articles homonymes, voir Église Notre-Dame-du-Bon-Conseil et Notre-Dame-du-Bon-Conseil.
L'église catholique Notre-Dame-du-Bon-Conseil est située au 140 rue de Clignancourt dans le 18e arrondissement de Paris.

## Situation
Le complexe paroissial est situé au numéro 140 de la rue de Clignancourt. À ce numéro, dans l'alignement de la rue, se trouve un bâtiment possédant un porche par lequel on peut accéder à une cour intérieure au fond de laquelle se dresse l'église elle-même.

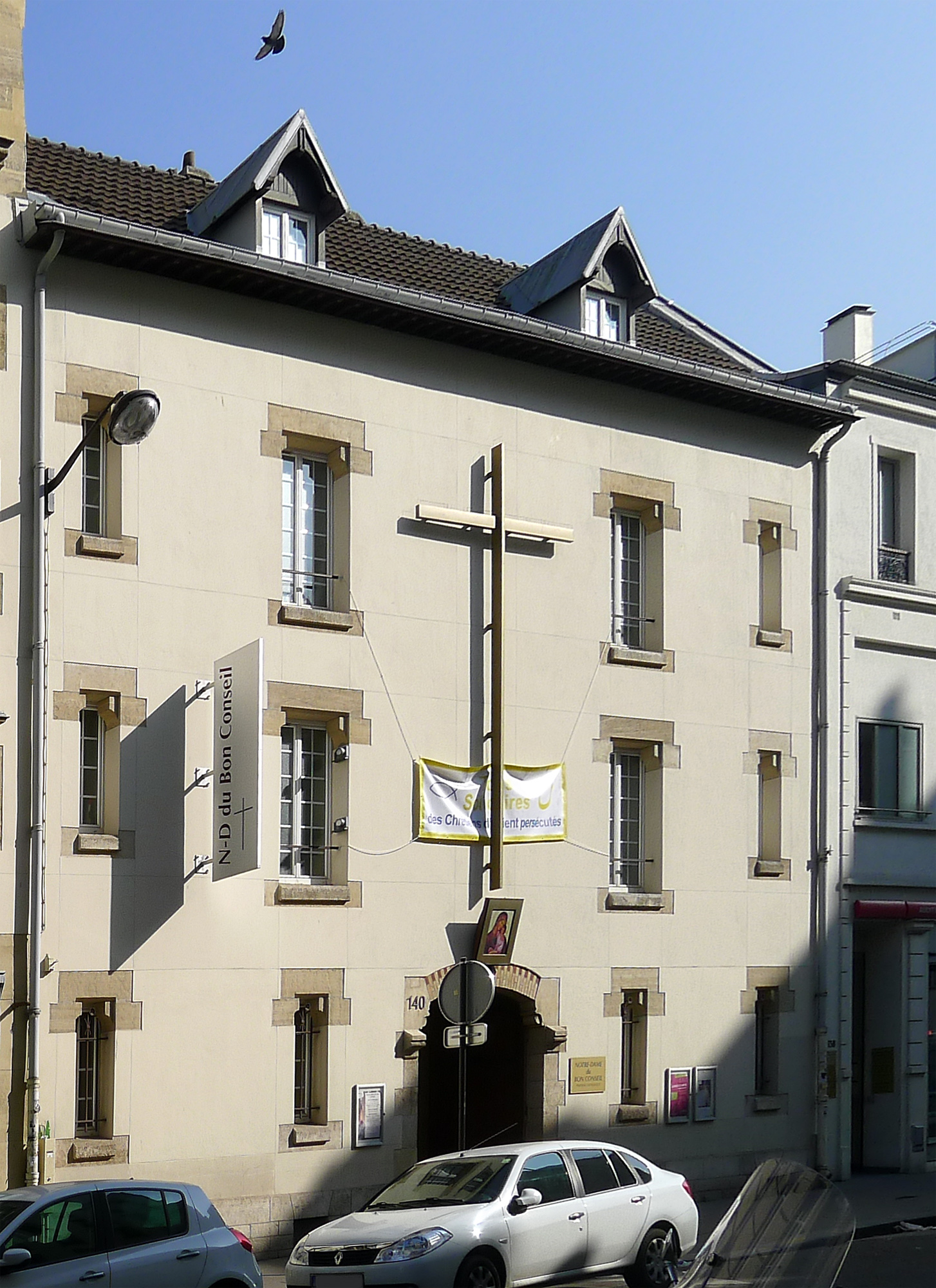
Le no 140 de la rue de Clignacourt.
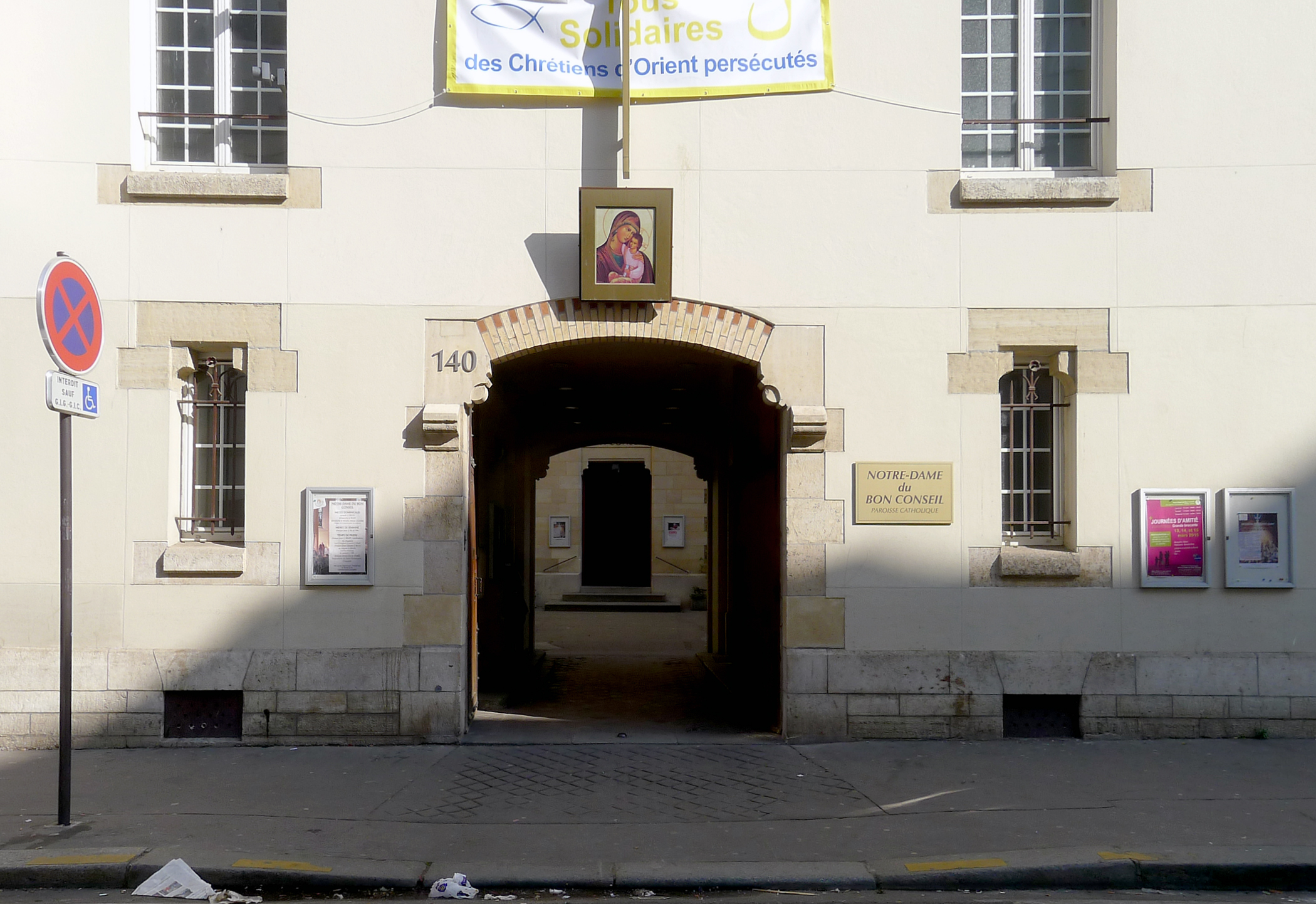
Le porche.
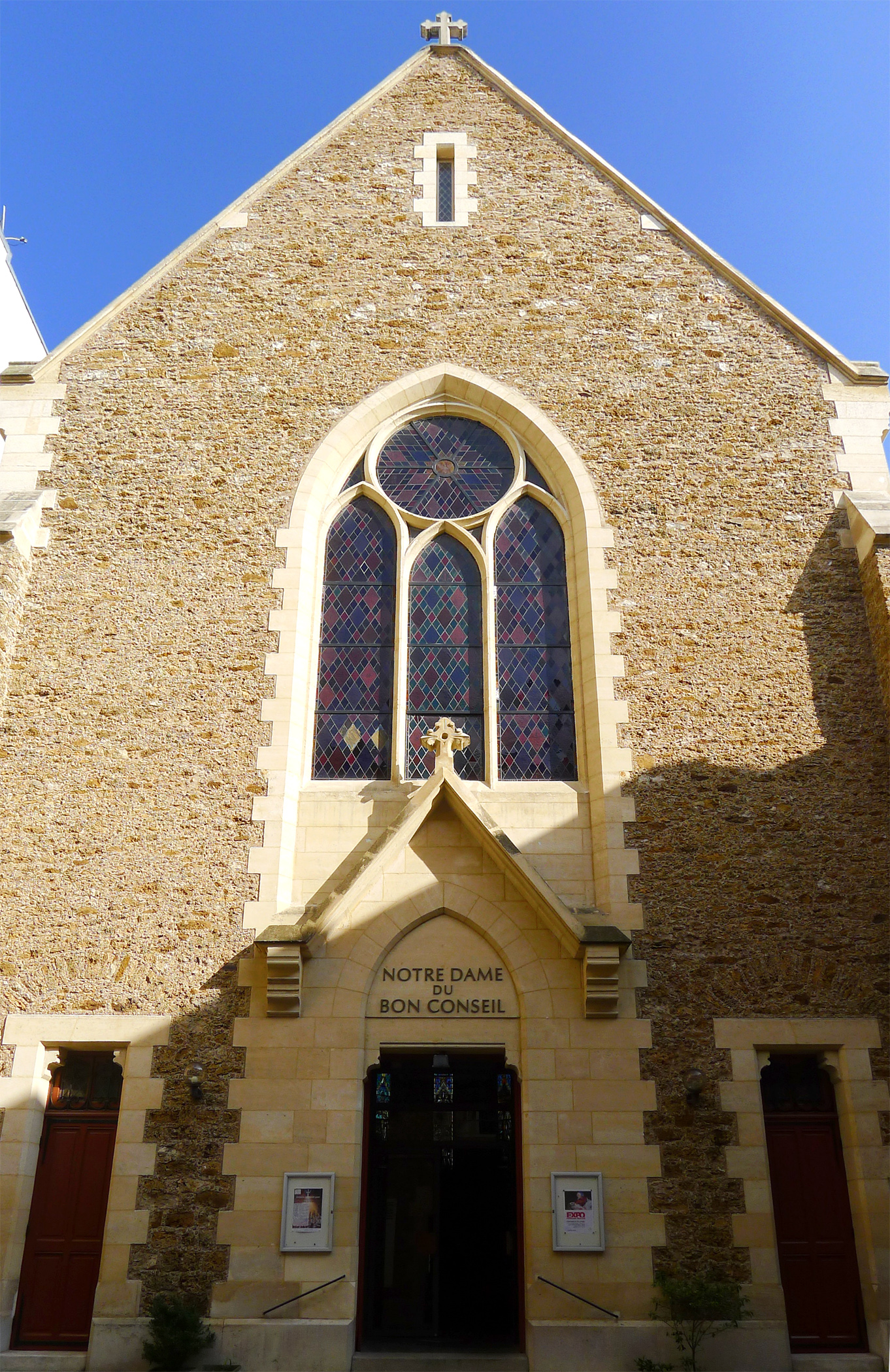
La façade de l'église.

## Historique

### Bombardement allié en 1944
Depuis le bombardement du quartier par les avions alliés dans la nuit du 20 au 21 avril 1944, les vitraux installés dans les baies de l'église sont en péril. Le souffle des explosions a endommagé ces œuvres qui présentent aujourd'hui un aspect rapiécé car sauvegardées à la va-vite mais jamais vraiment restaurées.

### Prise en considération des vitraux en 2022
En 2022, les Chantiers du Cardinal financent le Prix Pèlerin de la Création et de la Rénovation d'églises, et mettent en évidence tous les vitraux de l'église Notre-Dame-du-Bon-Conseil.

### Projet de restauration de deux vitraux en 2025
Il est nécessaire de mettre en place des échafaudages pour la dépose des vitraux de la crucifixion et de la Sainte Famille en juin 2025, lesquels pourront ensuite être restaurés en atelier pour une repose prévue en décembre 2025 ou janvier 2026. La restauratrice qui a déjà œuvré sur les vitraux de Chartres et de Notre-Dame de Paris envisage de conserver au maximum les verres originaux fracturés, avec l'urgence à intervenir dès 2025, car les vitraux présentent des lacunes, cassures et verres déchaussés, le tout n'étant sont plus tenu par les plombs et rongés par l'humidité et l'usure du temps.

## Architecture
À l'intérieur l'église, de plan très simple, comporte une nef unique.

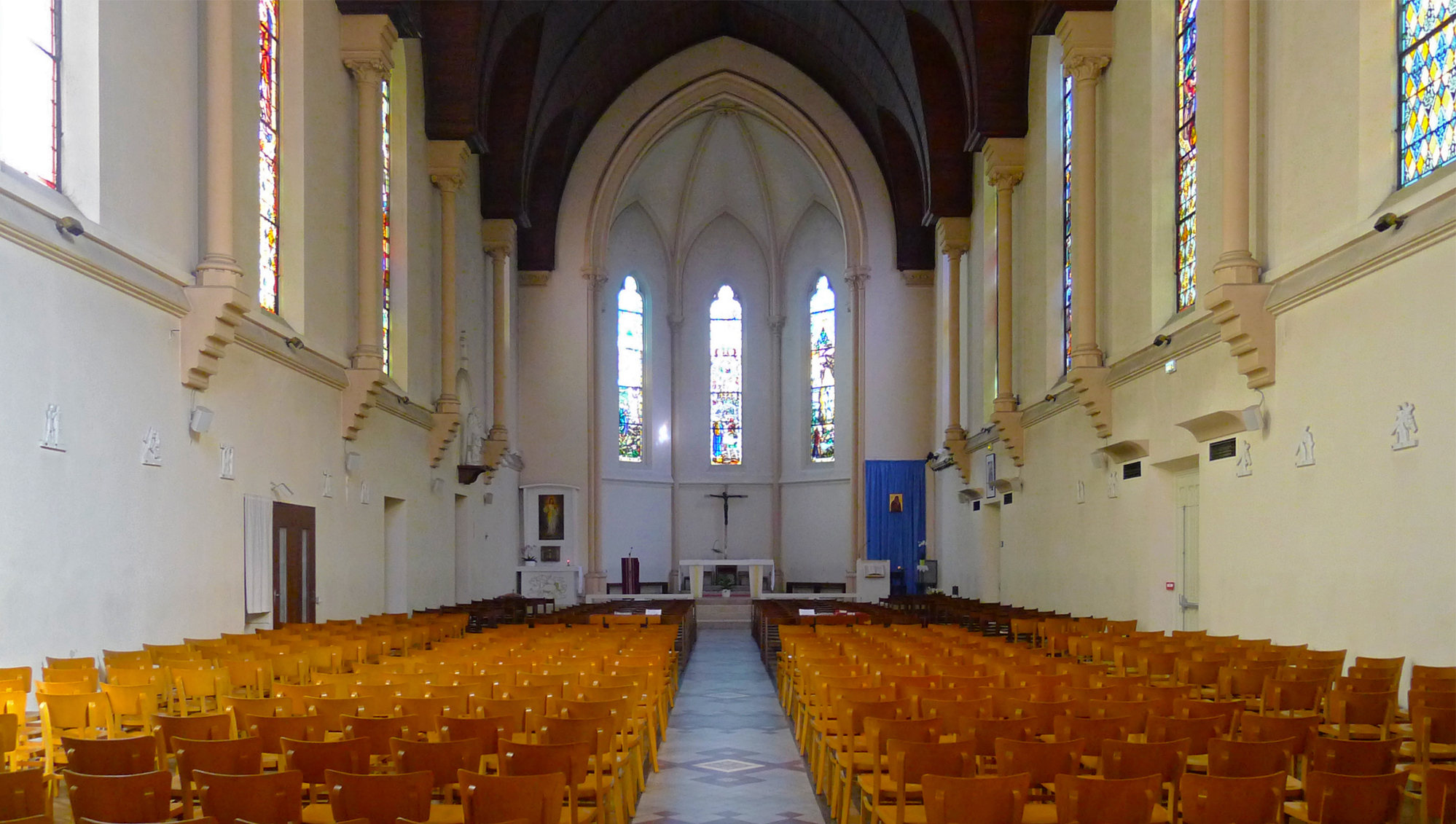
La nef, côté chœur.
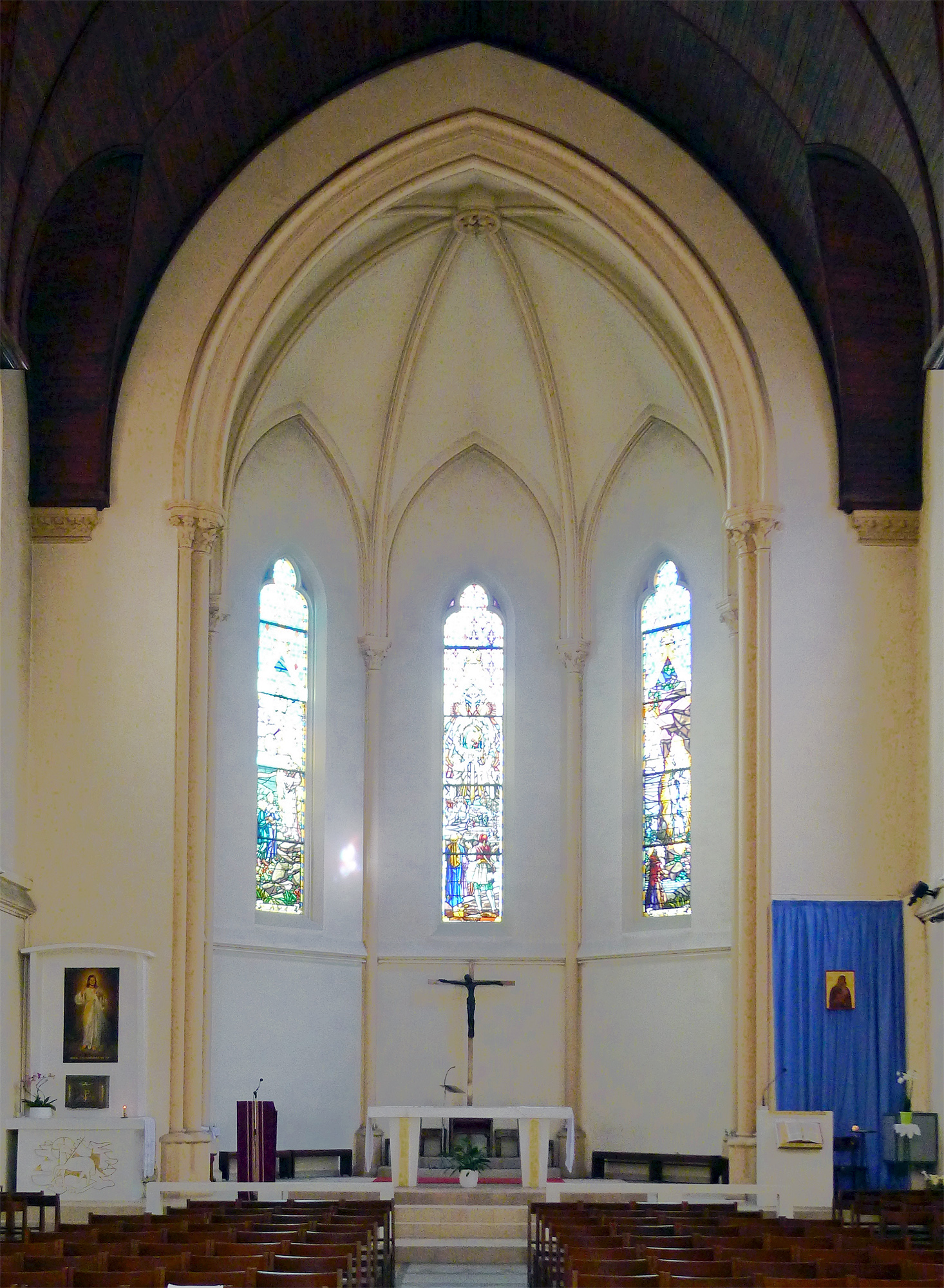
Le chœur.
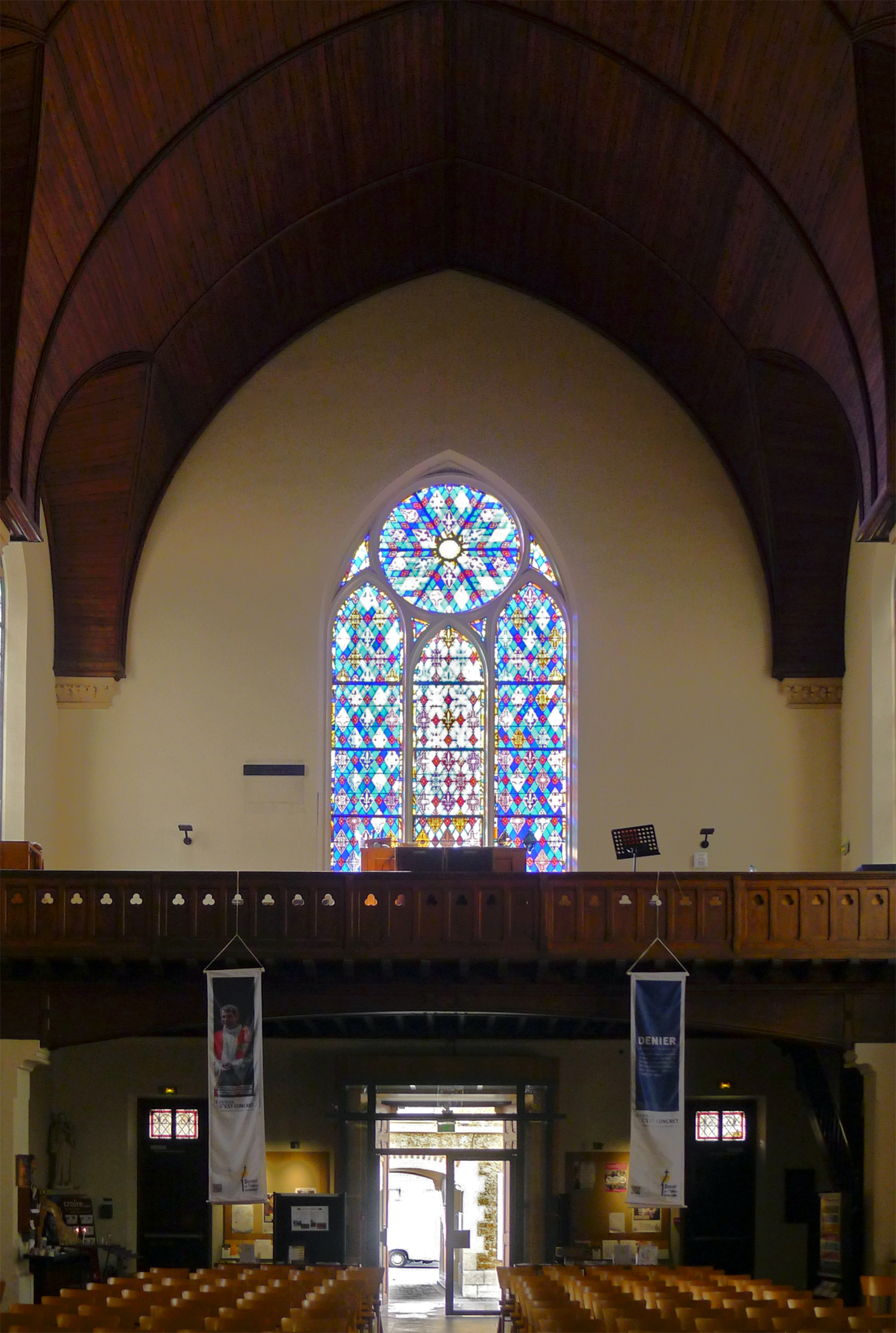
La nef, côté entrée.

Une des particularités de cette église est sa voûte en lambris composés de lattes rouge sombre qui contrastent avec les murs de couleur claire de l'édifice.

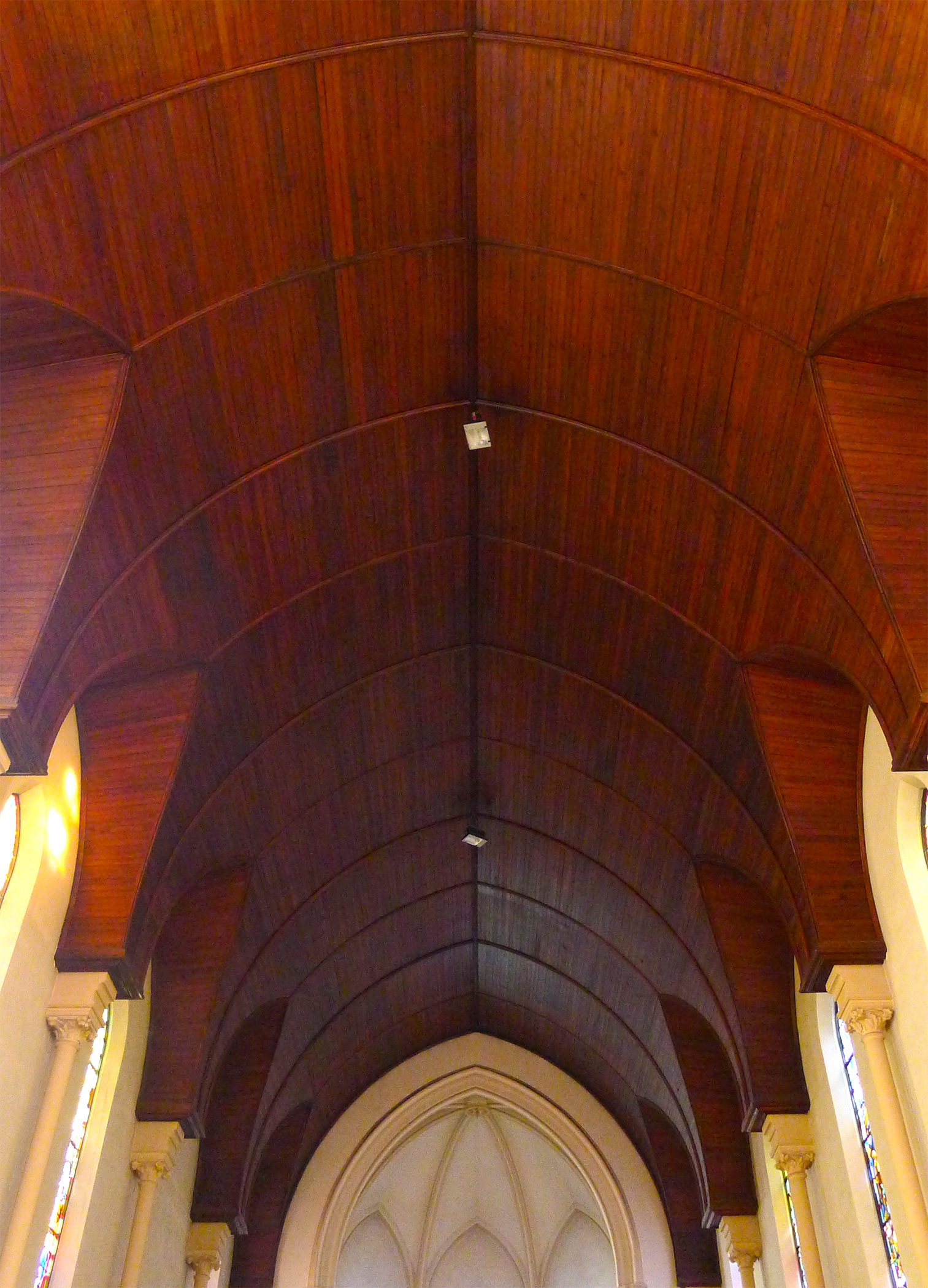
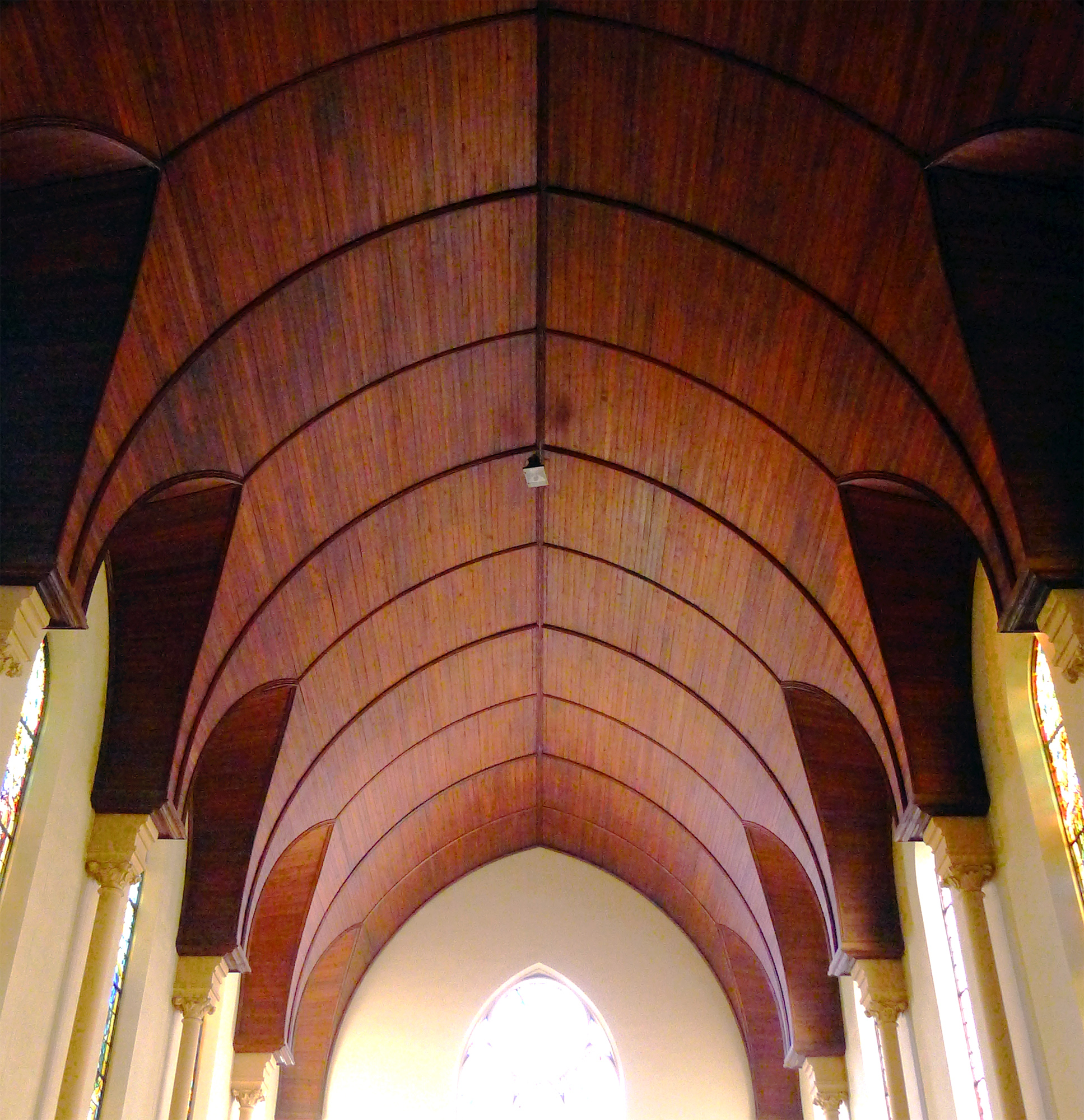
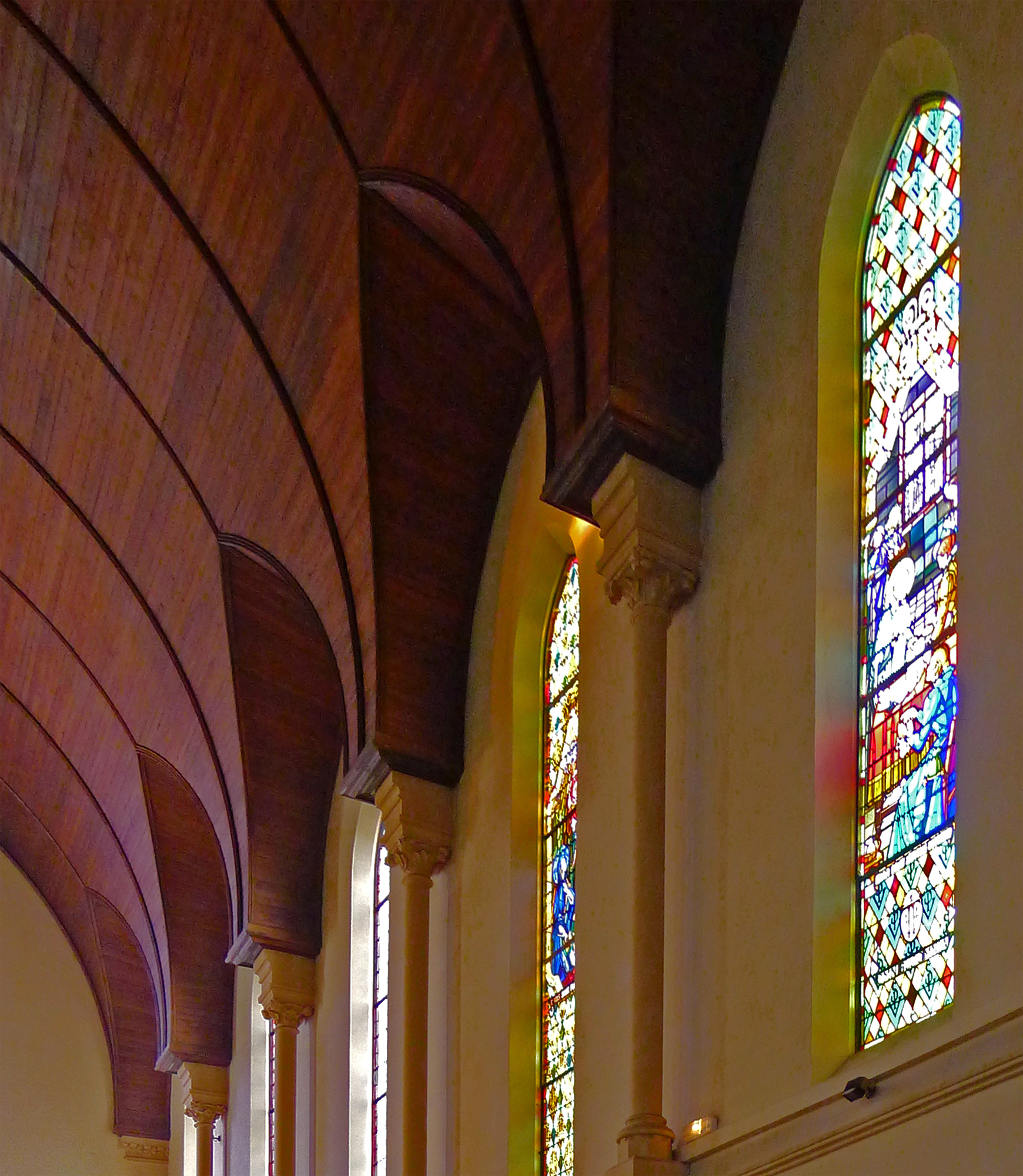

## Mobilier

### Vitraux
Les vitraux de cette église portent le nom de la manufacture Mauméjean, Joseph Mauméjean ayant signé lui-même le vitrail de la crucifixion, la manufacture ayant créé pour Notre-Dame-du-Bon-Conseil un véritable ensemble de vitraux teinté d'Art Déco. En plus des épisodes de la vie du Christ, ils représentent aussi l'histoire de l'église et du quartier.
Dans le chœur, dans l'axe de l'autel, on peut voir les apparitions de Lourdes, La Salette et Genazzano, alors que dans la nef se trouve le vitrail de Saint-Vincent-de-Paul,.

### Statues
Une autre particularité se retrouve dans le dépouillement de la décoration de cette église : très peu de statues, dont une Vierge de lamentation, et des vitraux.

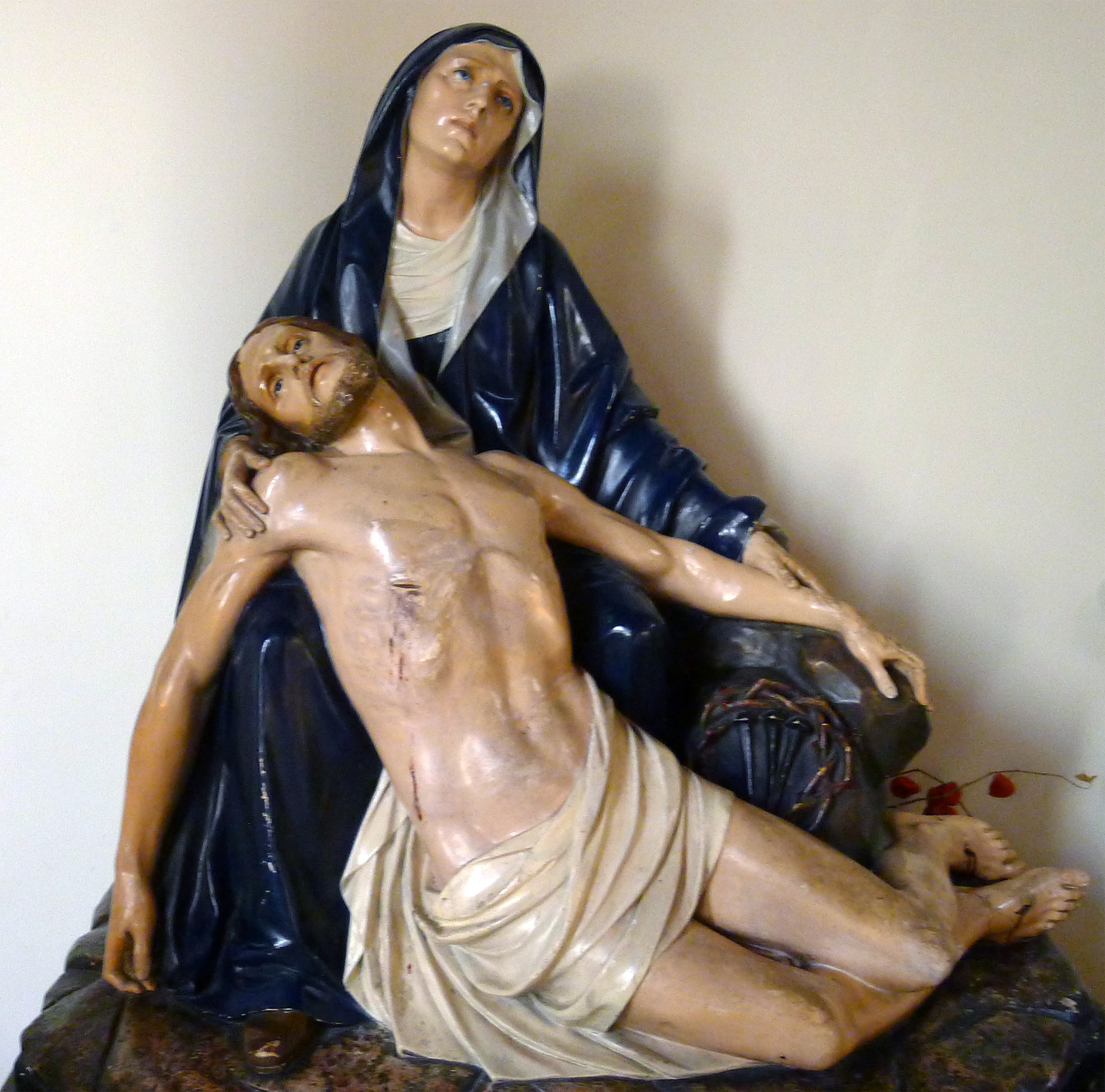
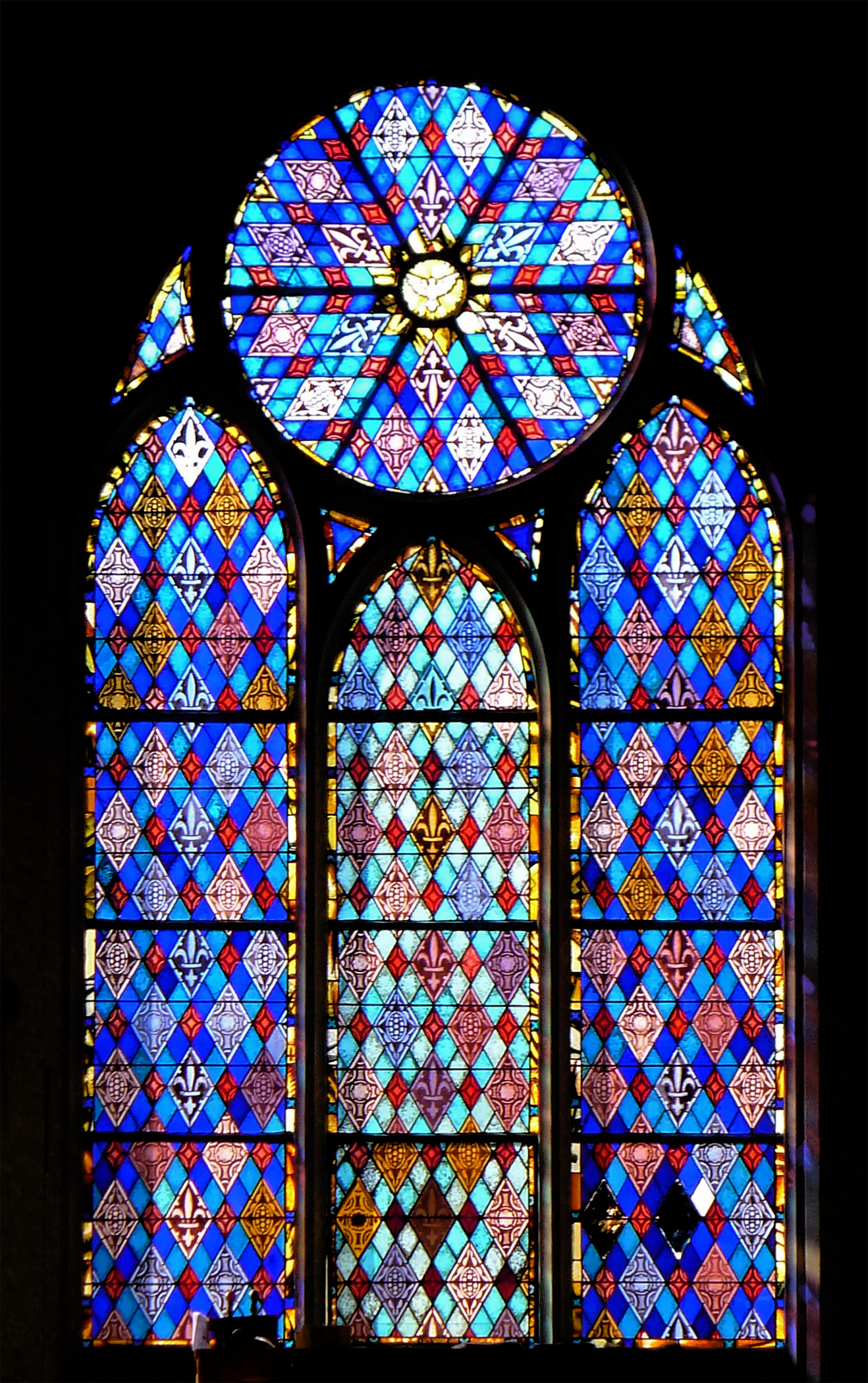
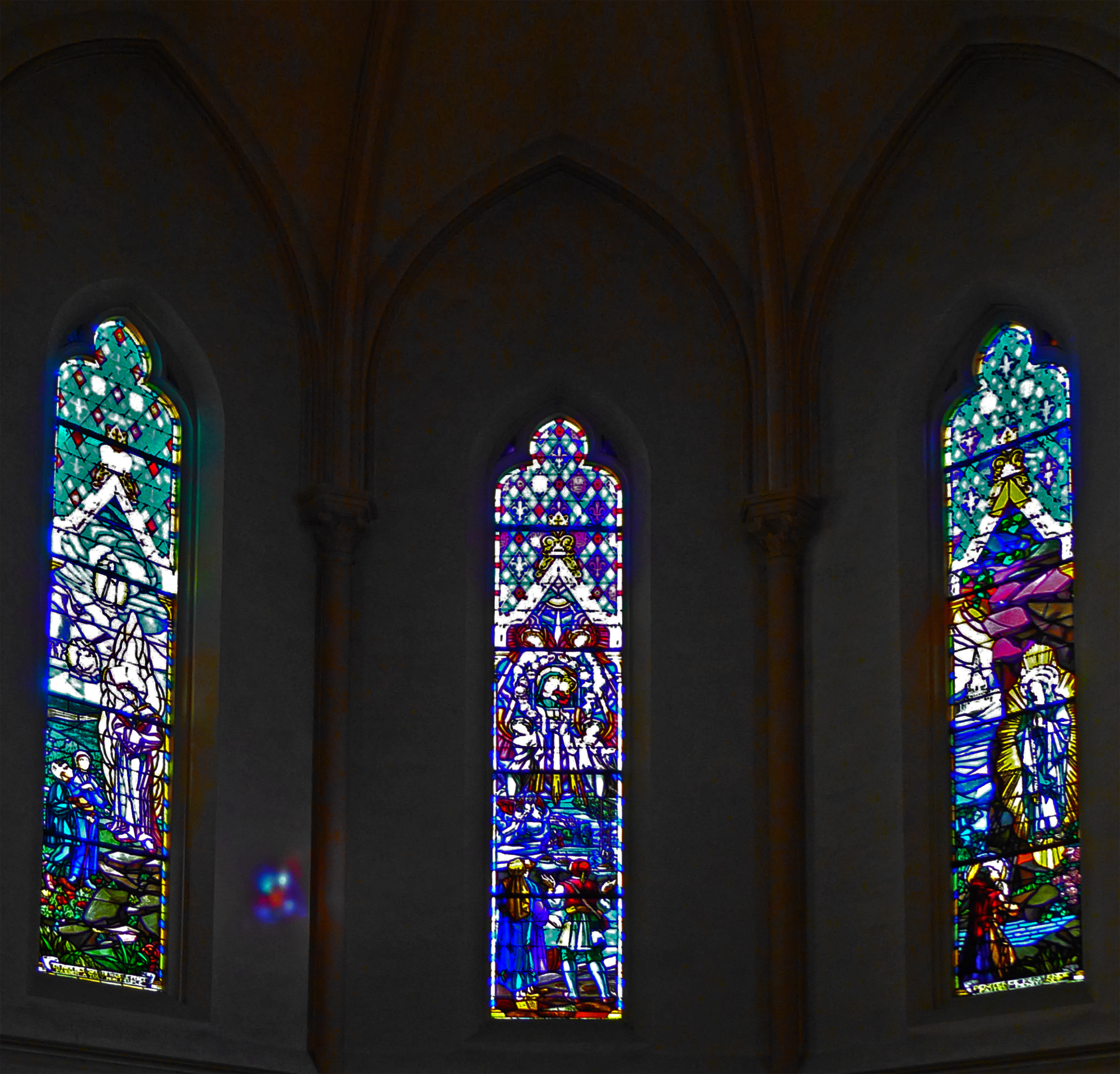

## Vie de la paroisse
La paroisse est animée par les religieux de Saint Vincent de Paul.